# Kings League
La Kings League, coneguda com a Kings League Infojobs per motius de patrocini, és una lliga esportiva de futbol a 7 creada per l'exfutbolista Gerard Piqué l'any 2022. La lliga està formada per 12 equips propietat de diferents "streamers" i exfutbolistes, entre els quals hi ha Ibai Llanos, Sergio Agüero o Iker Casillas. La lliga compta amb regles que difereixen de les regulacions del futbol tradicional amb l'objectiu d'afegir un element de dinamisme i entreteniment als partits. Les jornades es poden seguir de manera gratuïta en el seu canal de Twitch en directe.

## Format de competició
És una lliga de futbol 7 de 12 equips que tindrà 2 períodes de temporada regular d'11 jornades cadascun. Després de la fase regular de cada període, arrencaran els play-offs pel títol entre els vuit primers classificats.

### Temporada Regular
La classificació de la temporada regular es farà de forma ordinal de major a menor nombre de victòries obtingudes. En cas d'empat a victòries, es decidirà el desempat segons els següents criteris:
1. Es tindrà en compte el partit celebrat entre ells; subsidiàriament.
2. Major diferència de gols entre els marcats i els rebuts en la totalitat de la fase regular; subsidiàriament.
3. El que hagi aconseguit el nombre més gran de gols a favor; i subsidiàriament.
4. En cas que es continués empatant, es resoldria mitjançant un sorteig.

### Play-off[1]
Els vuit equips classificats pels play-offs (eliminació directa) s'enfrontaran de la següent manera: al quadre esquerre, primer contra vuitè i quart contra cinquè, al quadre dret, segon contra setè i tercer contra sisè.

### Partits[1]
Els partits duraran 40 minuts sense aturar el temps, dividits en dues parts de 20 minuts.
En cas d'empat, el guanyador es determinarà mitjançant una tanda de penals que consistiran en un u contra u entre el xutador i el porter, on l'atacant surt des del mig del camp i té 5 segons per marcar. En el moment que el porter toqui la pilota i no sigui gol es considerarà penal fallat.

### Configuració dels equips[1]
Les plantilles hauran de tenir un mínim de 8 jugadors en conformitat amb el següent reglament:
- Plantilla Habitual: Tots els equips estaran obligats a tenir un mínim de sis jugadors habituals durant tota la temporada, els quals seran escollits en els corresponents "drafts" (procés de selecció o classificació). Per la primera temporada de competició cada equip podrà disposar de 10 jugadors.
- Wild cards: Cada equip tindrà el dret a afegir 2 jugadors de lliure elecció que complementin les seves plantilles. Un dels dos haurà de pertànyer a l'equip durant tota la temporada, el qual només serà substituït en cas de lesió o alguna altra raó de vital importància. L'altre jugador addicional podrà canviar cada jornada durant tota la temporada a decisió de cada equip.

### Draft[1]
El draft de jugadors de la Kings League es tracta d'un procediment de selecció dels jugadors que integraran la Plantilla Habitual, per participar en la competició, per part dels equips. Per la primera temporada el draft se celebrarà el 27 de desembre de 2022. Per les següents temporades el draft se celebrarà durant els 30 dies previs a l'inici del primer període.
Com a norma general, el draft constarà de cinc rondes, en la qual cada equip escollirà un jugador per ronda.
Quan una temporada finalitzi, els equips quedaran classificats en l'ordre dels punts aconseguits en les dues fases regulars. Una vegada classificats, l'ordre serà el següent:
- En les posicions 5-12, se situaran els vuit equips en ordre invers als punts obtinguts en la classificació anterior.
- En les posicions 1-4 se situaran els quatre equips en ordre invers a la posició que ocupaven en la classificació anterior.

Entre les posicions 1-4, es distribuiran les quatre primeres eleccions del draft mitjançant un sorteig. Com més a dalt s'estigui classificat, més boles es tindrà al sorteig.

## Recintes de joc
La Kings League es disputa al Cupra Arena, situat al port de Barcelona. El Cupra Arena forma part de la Zona d'Activitats Logístiques (ZAL) del Port de Barcelona. El 20 de gener del 2023, Gerard Piqué i el president del FC Barcelona, Joan Laporta, van anunciar que les semifinals i la final dels playoffs d'hivern se celebrarien com un esdeveniment en format de Final Four al Camp Nou, el 26 de març del 2023.

## Cobertura
Tots els partits de la Kings League es poden veure en directe als canals oficials de la lliga a Twitch, YouTube i TikTok, així com en els canals individuals dels presidents dels equips, i és gratuït per als espectadors.
La popularitat de la Kings League ha anat augmentant, com reflecteixen les xifres creixents d'audiència. El torneig va aconseguir una audiència mitjana de 450.000 espectadors a la primera jornada, amb un pic de 780.000 espectadors durant el partit entre Saiyans FC i Porcinos FC. A la segona jornada, l'audiència mitjana va créixer fins als 558.200 espectadors, amb un pic de 945.000 espectadors durant el partit entre xBuyer Team i Kunisports. I a la tercera jornada, va tornar a batre el rècord, amb el partit entre Ultimate Móstoles i Xbuyer Team reunint més d'1,3 milions de persones.

## Equips
La llista d'equips participants i els seus presidents, les personalitats encarregades de dirigir-los, es va revelar durant la retransmissió en directe del llançament de la lliga, el 10 de novembre de 2022.
| Nom equip         | Entrenador       | President                                    |
| ----------------- | ---------------- | -------------------------------------------- |
| Pio               | Arnau Jaroid     | Samantha Rivera (Rivers)                     |
| Rayo Barcelona    | Erik Llorca      | Martí Miràs (Spursito)                       |
| Saiyans FC        | Daniel Romo      | David Cánovas (TheGrefg)                     |
| Jijantes FC       | Alex Solduga     | Gerard Romero                                |
| xBuyer Team       | Víctor González  | Javier Ruiz (xBuyer) y Eric Ruiz (Minibuyer) |
| Los Troncos FC    | Èric Bartra      | Jaume Cremades (Perxitaa)                    |
| Ultimate Móstoles | Álex Martínez    | Mario Alonso (DjMaRiiO)                      |
| Aniquiladores     | Sergio Verdirame | Juan Guarnizo                                |
| Kunisports        | Martín Posse     | Kun Agüero                                   |
| Porcinos FC       | Nacho Castro     | Ibai Llanos                                  |
| 1K FC             | Juanjo Moreno    | Iker Casillas                                |
| El Barrio         | Juan Arroita     | Adrián Contreras                             |

## Desenvolupament

### Fase regular[10]
| Pos. | Equip             | PJ | PG | PP | GF | GC | DG  | PTS |
| ---- | ----------------- | -- | -- | -- | -- | -- | --- | --- |
| 1    | Ultimate Móstoles | 11 | 8  | 3  | 35 | 27 | +7  | 24  |
| 2    | Porcinos FC       | 11 | 7  | 4  | 37 | 26 | +11 | 21  |
| 3    | Los Troncos FC    | 11 | 7  | 4  | 40 | 34 | +6  | 21  |
| 4    | Saiyans FC        | 11 | 7  | 4  | 21 | 18 | +3  | 21  |
| 5    | Kunisports        | 11 | 7  | 4  | 23 | 22 | +1  | 21  |
| 6    | XBUYER TEAM       | 11 | 6  | 5  | 25 | 25 | 0   | 18  |
| 7    | Aniquiladores FC  | 11 | 6  | 5  | 29 | 18 | -1  | 30  |
| 8    | El Barrio         | 11 | 5  | 6  | 33 | 25 | +8  | 27  |
| 15   | 1K FC             | 11 | 5  | 6  | 32 | 34 | -2  | 15  |
| 10   | PIO FC            | 11 | 4  | 7  | 27 | 29 | -4  | 12  |
| 11   | Rayo de Barcelona | 11 | 3  | 8  | 27 | 40 | -13 | 9   |
| 12   | Jijantes FC       | 11 | 1  | 10 | 23 | 41 | -18 | 3   |

     Equip classificat a les eliminatòries pel títol

### Eliminatòries[11]
|  | Quarts de final 24 de març ― Cupra Arena | Quarts de final 24 de març ― Cupra Arena | Quarts de final 24 de març ― Cupra Arena |                  |             | Semifinals 26 de març ― Camp Nou | Semifinals 26 de març ― Camp Nou | Semifinals 26 de març ― Camp Nou |  |  | Final 26 de març ― Camp Nou | Final 26 de març ― Camp Nou | Final 26 de març ― Camp Nou |
|  |                                          |                                          |                                          |                  |             |                                  |                                  |                                  |  |  |                             |                             |                             |
|  | 1                                        | Ultimate Móstoles                        | 0                                        |                  |             |                                  |                                  |                                  |  |  |                             |                             |                             |
|  | 8                                        | El Barrio                                | 3                                        |                  |             |                                  |                                  |                                  |  |  |                             |                             |                             |
|  | 8                                        | El Barrio                                | 3                                        |                  | 8           | El Barrio                        | 4                                |                                  |  |  |                             |                             |                             |
|  |                                          |                                          |                                          |                  | 8           | El Barrio                        | 4                                |                                  |  |  |                             |                             |                             |
|  |                                          | 4                                        | Saiyans FC                               | 3                |             |                                  |                                  |                                  |  |  |                             |                             |                             |
|  | 4                                        | 4                                        | Saiyans FC                               | 3                | Saiyans FC  | 3                                |                                  |                                  |  |  |                             |                             |                             |
|  | 4                                        |                                          |                                          |                  | Saiyans FC  | 3                                |                                  |                                  |  |  |                             |                             |                             |
|  | 5                                        | Kunisports                               | 2                                        |                  |             |                                  |                                  |                                  |  |  |                             |                             |                             |
|  |                                          |                                          |                                          |                  |             |                                  |                                  |                                  |  |  | 8                           | El Barrio                   | 3                           |
|  |                                          |                                          | 7                                        | Aniquiladores FC | 0           |                                  |                                  |                                  |  |  |                             |                             |                             |
|  | 3                                        | Los Troncos FC                           | 4                                        |                  |             |                                  |                                  |                                  |  |  |                             |                             |                             |
|  | 6                                        | XBUYER TEAM                              | 2                                        |                  |             |                                  |                                  |                                  |  |  |                             |                             |                             |
|  | 6                                        | XBUYER TEAM                              | 2                                        |                  | 3           | Los Troncos FC                   | 2(2)                             |                                  |  |  |                             |                             |                             |
|  |                                          |                                          |                                          |                  | 3           | Los Troncos FC                   | 2(2)                             |                                  |  |  |                             |                             |                             |
|  |                                          | 7                                        | Aniquiladores FC                         | 2(3)             |             |                                  |                                  |                                  |  |  |                             |                             |                             |
|  | 2                                        | 7                                        | Aniquiladores FC                         | 2(3)             | Porcinos FC | 2(0)                             |                                  |                                  |  |  |                             |                             |                             |
|  | 2                                        |                                          |                                          |                  | Porcinos FC | 2(0)                             |                                  |                                  |  |  |                             |                             |                             |
|  | 7                                        | Aniquiladores FC (p.)                    | 2(3)                                     |                  |             |                                  |                                  |                                  |  |  |                             |                             |                             |

- p. — tanda de penals

## Competicions germanes

### Queens League
Poc després de començar la temporada inaugural de Kings League, Oriol Querol, CEO de Kings League i director de Kosmos Holding, va anunciar la Queens League, una competició per a dones. A partir de maig del 2023, els partits de la Queens League es jugaran els dissabtes, mentre que la Kings League seguirà sent els diumenges. Exjugadores espanyoles com Priscila Borja i Willy es van oferir per jugar la Queens League. Ibai Llanos a través de Twitter, va ser el primer en confirmar la creació del seu equip femení anomenat Porcinas. L'exjugador Borja Fernández es va oferir per entrenar l'equip.
La Queens League es va inaugurar oficialment el 24 de febrer de 2023, amb tots els equips de la Kings League participant en el nou torneig, però alguns amb noms lleugerament modificats i/o amb streamers femenins que s'incorporaven com a copresidentes.

### Prince Cup
Al ChupChup del 10 de febrer (un stream sobre la Kings League presentat per Gerard Piqué, Oriol Querol i presidents de la Kings League) es va anunciar la creació d'un petit torneig per a nens durant l'agost i el desembre. Piqué va comparar aquest torneig amb el de Brunete (ara anomenat LaLiga Promises).

## Expansió internacional
El 26 de febrer del 2023, poc abans que Ronaldinho fos el jugador número 12 del Porcinos FC en el seu partit contra el PIO FC, el president de la Kings League, Gerard Piqué, el va anunciar com a president d'un dels equips de la versió brasilera de la lliga. En aquest moment es desconeix si el nom de Kings League es mantindrà per a la versió brasilera o per a altres futures versions internacionals de la lliga.
El març de 2023, el CEO de la lliga Oriol Querol va declarar que tenien l'objectiu d'expandir el format de la Kings League en múltiples països, amb l'esperança d'organitzar un campionat mundial de la Kings League amb els millors equips de cada regió ja la tardor de 2024. Es va informar que Mèxic podria ser el país amfitrió del torneig internacional.

## Absència del català
Igual que la seva competició bessona Queens league, i tot i jugar-se al Camp Nou, l'absència del català hi és total, fet que generà fortes crítiques a les xarxes socials. Durant un partit de la competició germana anomenada "Queens League" entre el Rayo de Barcelona i les Kunitas l'àrbitre li va demanar a una jugadora (Laura Marcet) parlar castellà després d'una protesta:
L. Marcet: “No és targeta? Si em va al peu! Que no ho veus?”
Àrbitre: “Habla en castellano, habla en castellano”